# 赤松隆一郎
赤松 隆一郎（あかまつ りゅういちろう、1969年1月10日 - ）は、日本のクリエイティブ・ディレクター CMプランナー シンガーソングライターである。

## 経歴
愛媛県松山市出身。愛媛県立松山東高等学校を経て、筑波大学第二学群日本語・日本文化学類を卒業。第一勧業銀行（現・みずほ銀行）勤務を経て、株式会社電通西日本に入社。
のちに株式会社電通に移籍。また株式会社電通CDCクリエーティブ・ディレクターとして勤務。2016年、歌による課題解決ユニット「ハミング・ブレイン」を立ち上げる。2019年より電通デジタルACRCに勤務。
2020年独立。合同会社カンガエル を設立。

## 人物
身長175cm。B型。
大学卒業後は銀行で営業職として勤務し、平日は銀行員、週末はミュージシャンとして音楽活動を続けていた。のちにレコード会社と契約、メジャーデビューが決まったため銀行を退職。レコーディングの途中に、親の病気やその他いくつかのアクシデントが重なりレーベルとの契約が白紙に。一転して無職になった。その後、新聞の求人広告欄で募集を見たことをきっかけに、株式会社電通西日本に就職。電通西日本在職中にカンヌ国際広告祭にて地方CMながらシルバーを受賞し話題になった。
クリエーティブディレクター/CMプランナーとして活動しながらCMソングの作詞作曲や他アーティストへの楽曲提供、プロデュースなども行い、広告と音楽を隔てなく行き来する制作スタイルを持つ。
好きなミュージシャンはデビッド・ボウイ、小田和正、高野寛。
趣味はランニング。「サロマ湖100キロウルトラマラソン」「洞爺湖アイアンマンレース」を完走している。
天然パーマをおさえるため帽子を愛用している。
苦手な食べ物は卵。だが、大阪インデアンカレーのトッピングにだけは生卵を入れる。

## ミュージシャン活動
ソロとしての活動の他に、「グリーンダカラちゃんの歌」（歌：高野寛）「やさしいマンのうた」「疲れたら愛媛」（歌：和牛）「会えない夜は電話しよう」（歌：土屋アンナ）
「Hunger ×Anger」（歌：シシド・カフカ） 「Touch Me」（歌：Maya Hatch） 
などのCMソングやNHK「みんなのうた」に「コトバドリ」（歌：原田知世）の楽曲提供などを行う。
2012年からギタリストの井上央一とともにアコースティックユニット「アンチモン」を結成。リーダーにカンガルーがいるというユニークなメンバー構成が話題に。幅広い音楽ジャンルから引き出すポップなメロディーと日本語にこだわった歌詞、大人から子供まで楽しめるライブで着実にファンを増やしつつある。
また、2016年より、故郷・愛媛県の有志メンバーとともに、興居島の旧泊小学校にて島の音楽フェス「ごごしま音楽プール」を開催。廃校のプールにステージを作るユニークな音楽祭として定着しつつある。
2022年ソロとしては９年ぶりのシングル「NEW HORIZON」をリリース。（MVには振付家・ダンサーの出手茂太が出演）
同年10月 14年ぶりのソロフルアルバム「祝祭」をリリース。

## 主な仕事

### CM
- サントリー
  - グリーンDA・KA・RA[6][3]
  - やさしい麦茶　
  - 角ハイボール[6]
- 大和ハウス工業
  - D-room[6]
- au
  - ガンガンメール[6]
- ジェーシービー
  - JCBカード[6]
- J:COM[6]
- 愛媛県観光PR「疲れたら愛媛」[6]
- 愛媛朝日テレビ「地元を愛す」[2]

### ラジオ
- 南海放送　「アンチモンのそれ、歌ってみよう！」（出演）

### CMソング作詞・作曲
- サントリー グリーン DA・KA・RA/やさしい麦茶
  - 「グリーンダカラちゃんのうた」（高野寛）[4]
  - 「ムギちゃんのうた」（二階堂和美）
  - 「やさしいマンのうた」
  - 「いつか大人になるきみへ」（アンチモン）
- 愛媛県観光PRソング「疲れたら愛媛」（歌：和牛）[4]
- NHKみんなのうた「コトバドリ」（歌：原田知世）[4]
- 土屋アンナ「GUN！GUN！LOVE！」（au）
- シシド・カフカ「Hunger ×Anger」（グリコ プリッツ）
- Maya Hatch/Takeshi Honda 「Touch Me」（ドコモ GALAXY Note Edge）

### その他 企画・脚本
- 片桐はいり４倍速「ピーコちゃん」

## 主な受賞
- カンヌ国際広告祭　シルバー「松平不動産　コンパクトゴルフ篇」[6]
- ONE SHOW
- アジア太平洋広告祭
- TCC賞
- ACC賞
- 広告電通賞
- 消費者のためになった広告コンクール

## ディスコグラフィー

### 【ソロアルバム】
- 「THE SWING OF THE PENDULUM」 （2008）
- 「祝祭」（2022）

デジタルシングル
- 「パンケーキ」（2010）
- 「トンネルを抜けるんだ」（2011）
- 「HELLO」（2012）
- 「さようならゲンちゃん」（2013）
- 「NEW HORIZON」（2022）

### 【アンチモン】
- 1stアルバム「カンガルーの夢」（2015）
- 2nd アルバム「カンガルーの恋」（2017）

デジタルシングル
- 「Blue Bird」（2016）
- 「戀之歌」(2016）
- 「ギズモさんのうた」（2017）
- 「しとらす」(2018）
- 「サクラ」（2018）
- 「君であれ」（2019）
- 「さくら2021」（2021）
- 「ミソラ」（2021）
- 「大人電話相談室」（2022）

コンピレーションアルバム
- 「高野寛ソングブック 〜TRIBUTE TO HIROSHI TAKANO〜」（2014）